# Nimptsch (concentratiekamp)
Nimptsch was tijdens de Tweede Wereldoorlog een concentratiekamp bij de Duitse plaats Nimptsch (tegenwoordig het Poolse Niemcza).

## Geschiedenis
Aan het einde van de Tweede Wereldoorlog richtten de Duitsers bij Nimptsch een kamp op. Het kamp stond onder toezicht van het grote concentratiekamp Groß-Rosen en werd op 8 januari 1945 geopend. De gevangenen werden gedwongen tot het verrichten van arbeid. Het concentratiekamp in Nimptsch deed maar enkele weken dienst, namelijk tot 27 januari 1945. 